# Framinghamska studija
Framinghamska studija najpoznatija i najduža prospektivna studija koja istražuje rizike za kardiovaskularne bolesti. Studija je počela 1948.g. s 5,209 odraslih ispitanika u gradu Framingham Massachusetts (SAD). U studiji se danas (2007.) nalazi treća generacija ispitanika.
Mnoge današnje spoznaje o učincima nekih faktora (kao što su dijeta, tjelovježba ili aspirin) na kardiovaskularne bolesti koje su danas dio općeg znanja zasnovane su na ovoj studiji.

## Vanjske poveznice
- (engl.)Framingham Heart Study - službene internet stranice